# Baileyothrips limbatus
Baileyothrips limbatus är en insektsart som först beskrevs av Ian A. Hood 1935.  Baileyothrips limbatus ingår i släktet Baileyothrips och familjen smaltripsar. Inga underarter finns listade i Catalogue of Life.